# Friedenskirche (Eupen)

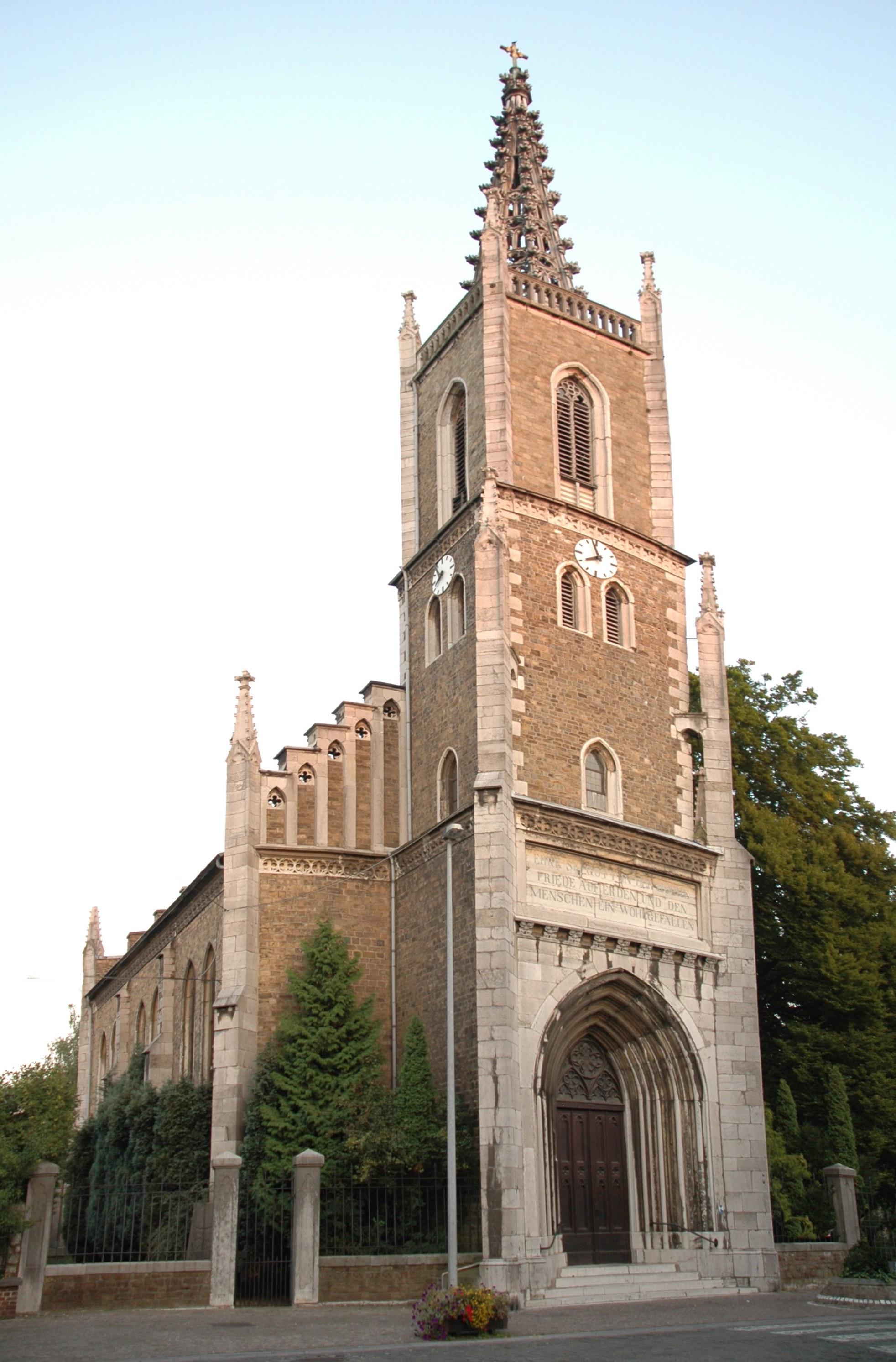
Friedenskirche

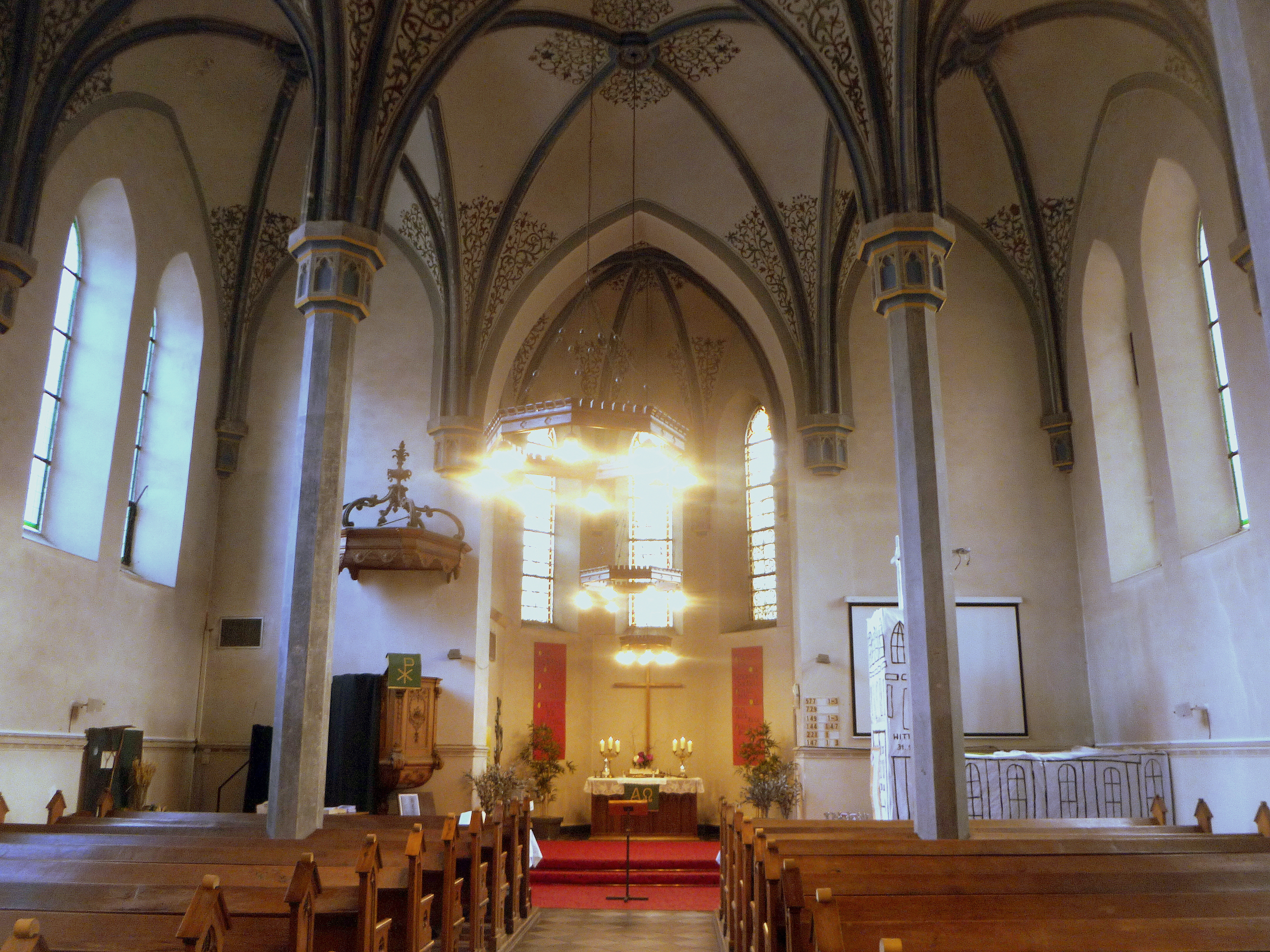
Interieur

De Friedenskirche is een protestants kerkgebouw in de Belgische stad Eupen, gelegen aan de Klötzerbahn.

## Geschiedenis
De eerste protestanten trof men te Eupen aan in de 16e eeuw. Zij hingen de leer aan van de door het calvinisme geïnspireerde hervormer Franciscus Junius de Oudere (1545-1602). Aangezien Eupen toen onderdeel was van de Spaanse Nederlanden werd de protestantse religie onderdrukt. In 1660 werd te Vaals de Waalse kerk in gebruik genomen en de Eupener protestanten konden daar de diensten bijwonen, wat echter een urenlange voettocht noodzakelijk maakte over wat de geuzenweg werd genoemd.
In 1707 kwam Eupen voor korte tijd aan de Republiek der Nederlanden, en toen was protestantse godsdienstuitoefening weliswaar mogelijk, doch onder voorwaarde dat het niet zichtbaar zou zijn dat zich er een kerk bevond in wat aan de straatzijde een herenhuis leek. In 1714, toen Eupen aan de Oostenrijkse Nederlanden was gekomen, kwam hier een einde aan, maar in 1781 kregen de protestanten onder keizer Jozef II een zekere godsdienstvrijheid. Toen in 1797 de Fransen het voor het zeggen hadden, werden de protestanten volledig gelijkberechtigd. Toen Eupen in 1815 Pruisisch werd, ondersteunde de staat de protestanten. De Eupener protestanten waren echter, anders dan de meeste Duitse protestanten, niet zozeer Evangelisch-Luthers, als wel meer Calvinistisch georiënteerd.
Toch duurde het nog tot 1851 voordat een eigen kerkgebouw tot stand kon komen. Dit werd de Friedenskirche (Vredeskerk), welke in 1855 in gebruik werd genomen. Nadat Eupen in 1920 Belgisch was geworden, sloot de Eupener kerkgemeente zich aan bij de Bond der Protestants-Evangelische Kerken van het Koninkrijk België, welke in 1978 opging in de Verenigde Protestantse Kerk in België.

## Gebouw
De in 1707 gebouwde schuilkerk, uiterlijk een herenhuis, bleef in het bezit van de protestanten, en vervulde diensten als pastorie en gemeenschapshuis. Het gebouw werd in 2005 geklasseerd als monument.
De huidige Friedenskirche is een neogotisch bouwwerk, uitgevoerd in baksteen en natuursteen. Het betreft een driebeukige hallenkerk met voorgebouwde toren, waarvan de opengewerkte spits een smeedijzeren skelet bezit dat met blikken platen en hogels is bezet.
Hoewel het interieur van de kerk sober is, oogt het als dat van een katholieke kerk, met een koor en apsis, een altaartafel die centraal in de apsis is geplaatst, en een preekstoel links van deze tafel. Deze preekstoel werd in neogotische stijl uitgevoerd. Het orgel is van 1907 en werd gebouwd door de orgelbouwer Franz Wilhelm Sonreck.